# 机场东站 (郑州市)
机场东站是郑州地铁城郊线的地铁车站，位于中华人民共和国河南省郑州市航空港区（行政区划属中牟县）郑州新郑国际机场以东在建的迎宾大道地下，于2022年6月20日随城郊线二期工程通车而启用。

## 车站结构

### 车站楼层
机场东站的主体结构为地下二层车站，其中B1层为站厅层，B2层为站台层。
| 1F  | 地面     | 所有出入口                                       |
| B1F | 站厅     | 客服中心、自动售票机、行李检查、闸机、车站控制室 |
| B2F | █ 城郊线 | 往南四环/2号线贾河 （新郑机场）                  |
| B2F | 岛式站台 | 至站厅                                           |
| B2F | █ 城郊线 | 往郑州航空港站 （港区会展）                      |

### 站厅
机场东站的站厅位于B1层，设有客服中心、自动售票机、行李检查等设施。站厅由闸机和栏杆分隔为付费区和非付费区，付费区内设有自动扶梯、步梯和无障碍电梯连接站台。在非付费区近C口通道处设有卫生间。

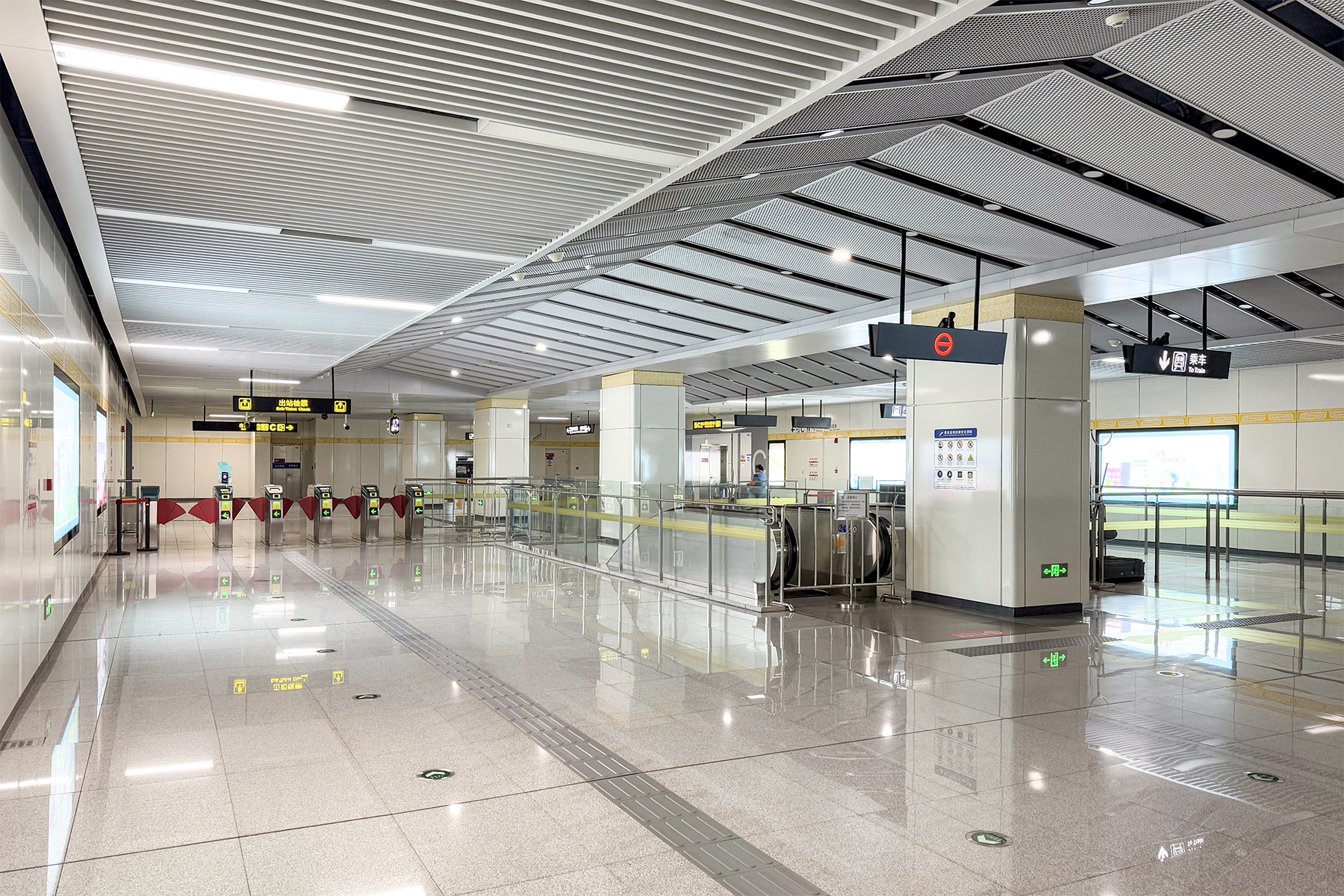
站厅
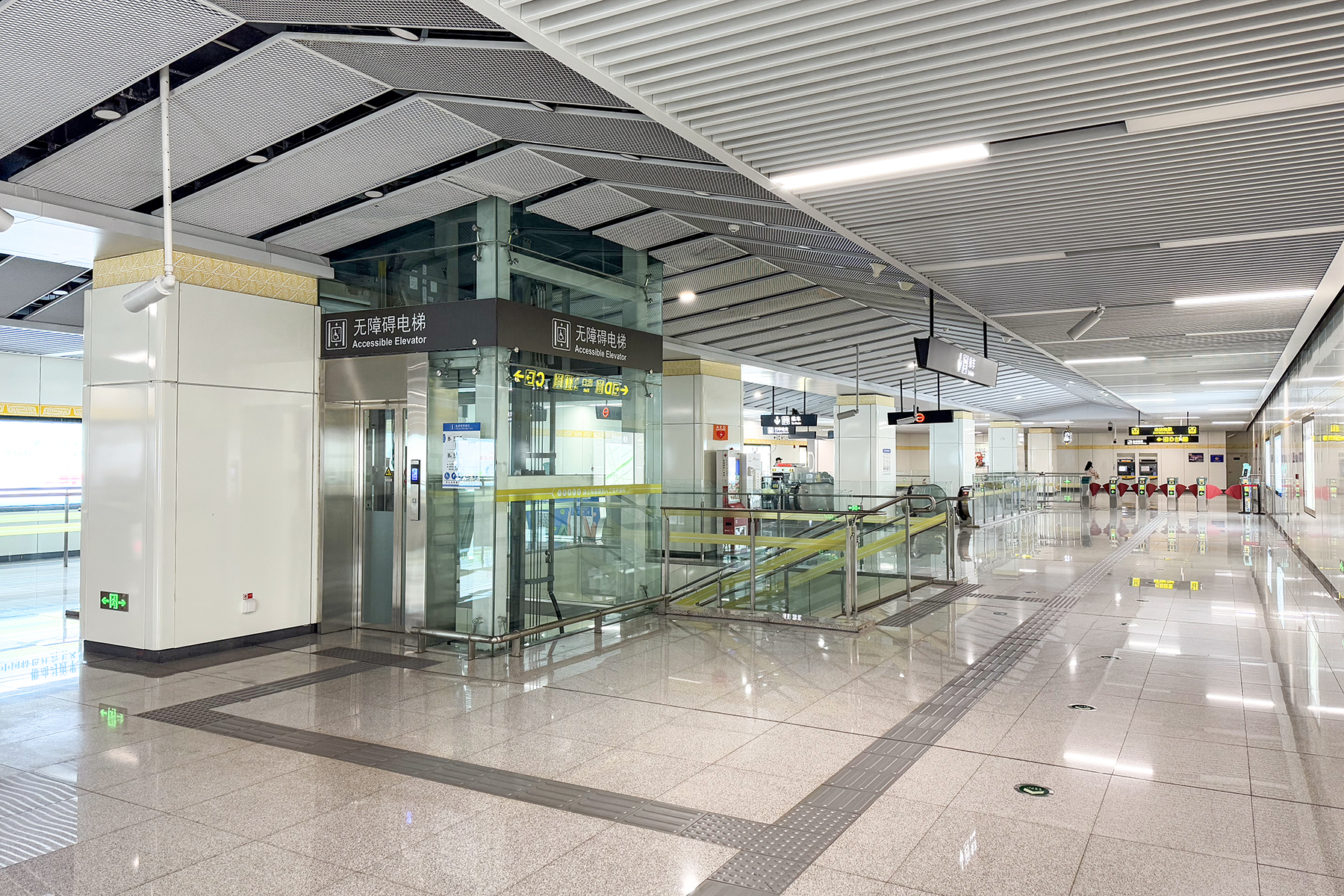
站厅

### 站台
机场东站设一座岛式站台，位于B2层，安装有高站台门。站台大体呈东西向，北侧站台面由城郊线往南四环/2号线贾河方向的列车使用，南侧站台面由城郊线往郑州航空港站方向的列车使用。

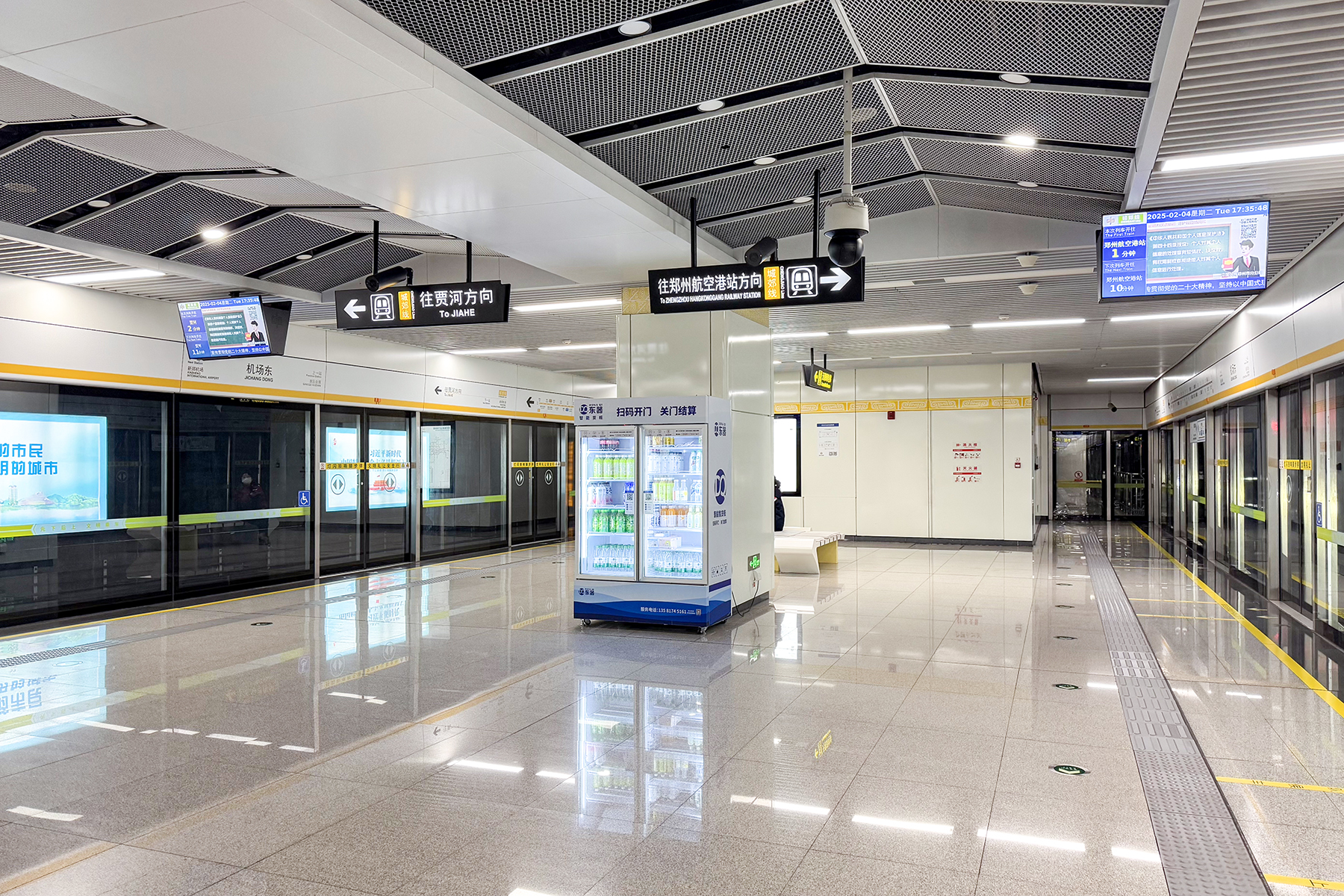
站台
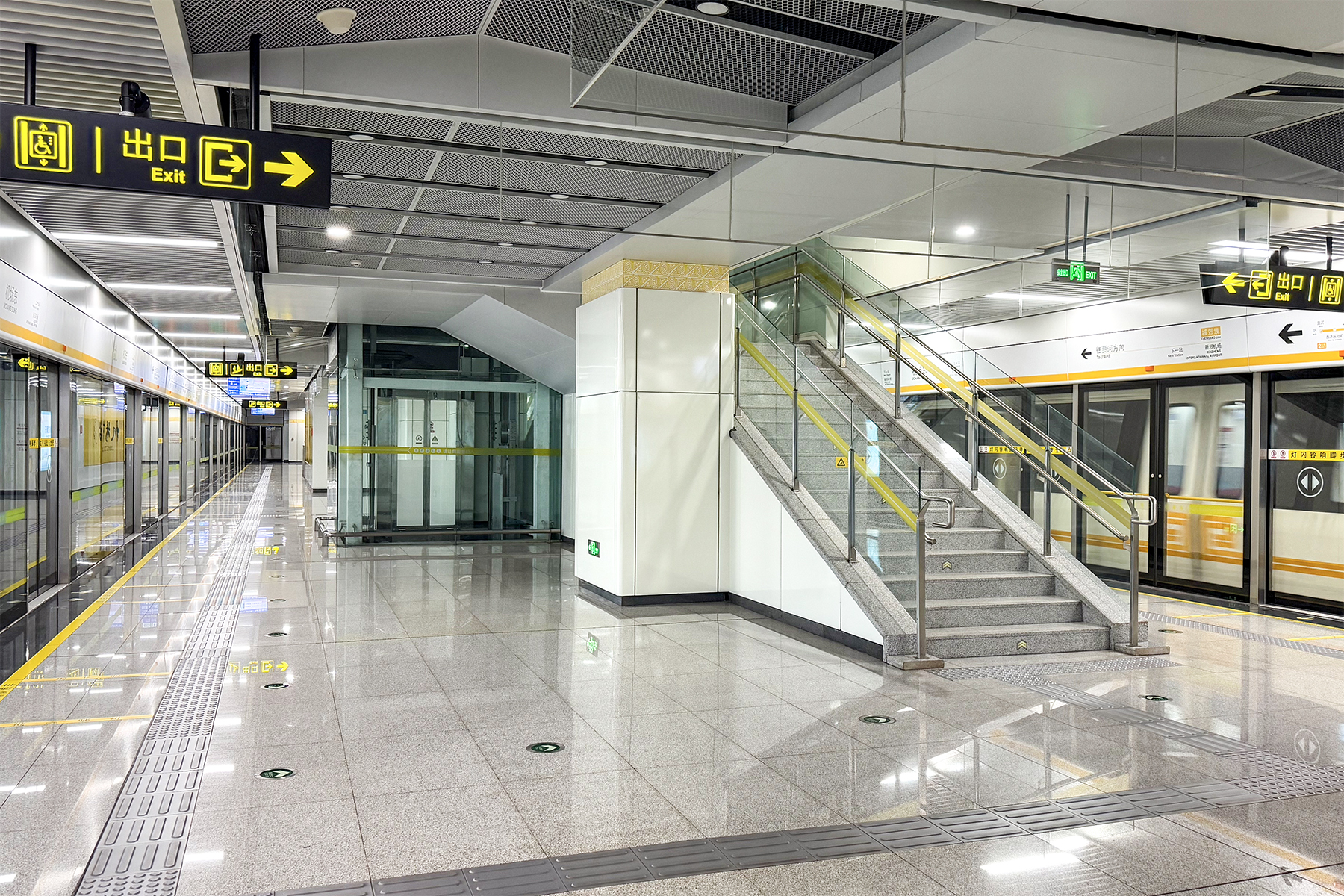
站台

### 出入口
机场东站目前开通C、D两个出入口，均位于规划中的迎宾大道路北，连接站厅非付费区。
该站已开通的各出入口信息如下表。
| 编号                              | 指示 | 接驳交通 | 图片 |
| --------------------------------- | ---- | -------- | ---- |
|                                   |      |          |      |
|                                   |      |          |      |
| 注： 设有无障碍电梯 \| 设有卫生间 |      |          |      |